# Ceretelewo
Ceretelewo (bułg. Церетелево) – wieś w Bułgarii, w obwodzie Płowdiw, w gminie Syedinenie. Według danych szacunkowych Ujednoliconego Systemu Ewidencji Ludności oraz Usług Administracyjnych dla Ludności, 15 czerwca 2020 roku miejscowość liczyła 363 mieszkańców.

## Osoby związane z miejscowością

### Urodzeni
- Petyr Stojanow (1921) – bułgarski generał, partyzant